# Altare (costellazione)
L'Altare (in latino Ara; l'abbreviazione standard di tre lettere adottata dall'Unione Astronomica Internazionale coincide con il nome latino) è una piccola ma relativamente appariscente costellazione dell'emisfero sud. Non è visibile da quasi tutta l'Europa, mentre le sue stelle principali sono tutte visibili a sud dei 30°N; nonostante non abbia stelle particolarmente luminose, è individuabile con estrema facilità proprio a sud della coda dello Scorpione.

## La costellazione nella storia
L'Altare è una delle costellazioni più meridionali descritte da Tolomeo; Arato nel 270 a.C. la descrive come posta vicino all'orizzonte, mentre nell'Almagesto sono descritte le stelle meridionali fino a Gamma Arae. si ritiene quindi che in epoca antica fossero visibili e note agli studiosi greci le stelle fino a Zeta Arae.
Nelle illustrazioni l'Altare è normalmente rappresentato con il fumo che sale in direzione sud, ma la rappresentazione è variata nel corso del tempo. In una xilografia del 1482 che illustra l'opera Poeticon Astronomicon di Gaio Giulio Igino, L'Altare è rappresentato circondato dai demoni. Johann Bayer nel 1603 rappresentò la costellazione come un altare in cui si brucia l'incenso. Igino lo rappresento con i diavoli da entrambi i lati. Il cartografo olandese Willem Blaeu lo rappresentò come un altare per sacrifici animali da cui il fumo saliva in direzione nord verso Alpha Arae.

## Caratteristiche

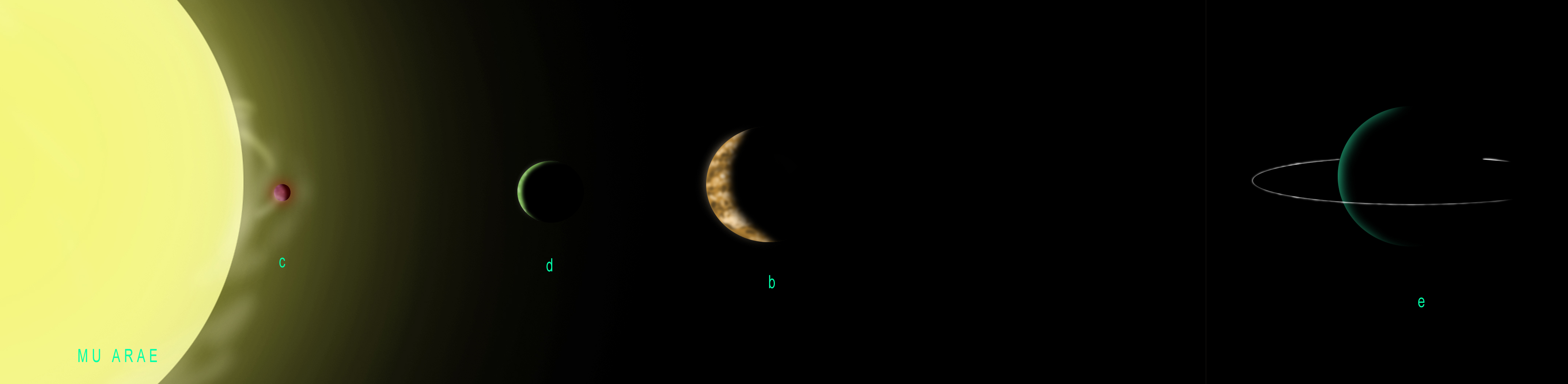
La stella, celebre perché possiede un sistema planetario con quattro pianeti confermati

L'Altare è una costellazione caratteristica dei cieli del sud; gran parte di essa giace sulla Via Lattea, in un campo molto brillante; la scia luminosa ne attraversa il lato nordoccidentale, ma il chiarore diffuso è visibile in una notte buia anche su quasi tutta la costellazione. Di conseguenza sono presenti ricchi campi stellari e associazioni di stelle.
La costellazione si presenta come una sorta di farfalla a sud della coda dello Scorpione; le sue stelle principali sono di terza magnitudine. La stella più brillante della costellazione, β Arae, presenta una magnitudine apparente dalla Terra pari a 2,84. La γ Arae è una stella doppia.
La costellazione diventa ben visibile per un osservatore posto a sud del venticinquesimo parallelo nord. Si individua con facilità, a sud dello Scorpione, per via di una concatenazione di stelle di terza magnitudine, disposte in senso nord-sud. Due di queste stelle formano una coppia apparente molto larga e ben osservabile ad occhio nudo, dai colori contrastanti: si tratta delle β Arae e γ Arae.
A causa della precessione degli equinozi, la costellazione era ben visibile dalle latitudini mediterranee all'epoca dei Romani e soprattutto dei Greci; fu infatti elencata da Tolomeo.

### Stelle principali
- β Arae (nota talvolta come Karnot Mizbeach) è una stella arancione di magnitudine 2,84, distante 603 anni luce.
- α Arae (nota come Choo), è una stella azzurra di magnitudine 2,84, distante 242 anni luce.
- ζ Arae (Korban), è una stella arancione di magnitudine 3,12, distante 574 anni luce.
- γ Arae (Zadok), è una stella azzurra di magnitudine 3,31, distante 1136 anni luce; forma con la stella β una bella coppia dai colori contrastanti da osservare ad occhio nudo.

Tra le altre, la stella giallo-arancione (di classe spettrale G3IV-V) μ Arae è la prima stella attorno alla quale, secondo dati osservativi, esiste un sistema planetario che ospiti dei pianeti rocciosi.

### Stelle doppie
La costellazione è ricca di stelle doppie, alcune delle quali sono alla portata di piccoli strumenti amatoriali.
- γ Arae è un interessante sistema multiplo: presenta due componenti, una di magnitudine 3,34 e l'altra di 6,69, distinguibili anche con un telescopio di media potenza; a queste si aggiunge una terza componente di dodicesima magnitudine, separata notevolmente dalle altre due.
- HD 157661 è una coppia molto stretta di stelle azzurre, le cui componenti sono di quinta e sesta grandezza; possono essere risolte con un telescopio potente e buoni ingrandimenti.
- V539 Arae è una stella variabile a eclisse; presenta una compagna di nona magnitudine a 12" di distanza.
- HD 150135 e HD 150136 formano una coppia di stelle azzurre interne all'ammasso aperto NGC 6193; le due componenti sono di quinta e settima grandezza e sono separabili con un piccolo telescopio amatoriale e buoni ingrandimenti.

| Principali stelle doppie |                                          |                                          |             |             |                                 |           |
| Nome                     | Coordinate equatoriali all'epoca J2000.0 | Coordinate equatoriali all'epoca J2000.0 | Magnitudine | Magnitudine | Separazione (in secondi d'arco) | Colore    |
| Nome                     | AR                                       | Dec                                      | A           | B           | Separazione (in secondi d'arco) | Colore    |
| HD 150135/6              | 16h 41m 19s                              | -48° 45′ 48″                             | 5,81        | 7,1         | 9,6                             | azz + azz |
| HD 161880                | 17h 50m 29s                              | -48° 17′ 08″                             | 6,9         | 8,7         | 8,1                             | azz + b   |
| γ Arae AB                | 17h 25m 24s                              | -56° 22′ 40″                             | 3,34        | 6,69        | 17,0                            | azz + b   |
| γ Arae AC                | 17h 25m 24s                              | -56° 22′ 40″                             | 3,34        | 12          | 41,6                            | azz + b   |
| HD 157661                | 17h 26m 52s                              | -45° 50′ 35″                             | 5,7         | 6,5         | 2,3                             | azz + azz |
| V539 Arae                | 17h 50m 28s                              | -53° 36′ 45″                             | 5,66v       | 9,22        | 12,3                            | azz + azz |

### Stelle variabili
Grazie alla presenza dei campi stellari della Via Lattea, nell'Altare sono note diverse centinaia di stelle variabili.
La più appariscente è V539 Arae, la stella doppia che è anche variabile a eclisse: essa oscilla fra le magnitudini 5,66 e 6,18 in poco più di tre giorni e le sue variazioni possono essere apprezzate con facilità con un binocolo, se si paragona la sua luminosità ad altre stelle di quinta grandezza vicine. Un'altra variabile a eclisse con ampie escursioni è la R Arae, che varia fra la sesta e la settima grandezza in quattro giorni e mezzo.
Fra le numerose Mireidi la più brillante è la U Arae, che quando è al massimo è di settima magnitudine e può essere scorta anche con un piccolo binocolo, mentre quando è al minimo diventa invisibile anche in un telescopio di media potenza. X Arae ha una luminosità simile alla precedente in fase di massimo.
| Principali stelle variabili |                                          |                                          |             |             |                  |              |
| Nome                        | Coordinate equatoriali all'epoca J2000.0 | Coordinate equatoriali all'epoca J2000.0 | Magnitudine | Magnitudine | Periodo (giorni) | Tipo         |
| Nome                        | AR                                       | Dec                                      | Max.        | Min.        | Periodo (giorni) | Tipo         |
| R Arae                      | 16h 39m 45s                              | -56° 59′ 40″                             | 6,0         | 6,9         | 4,4151           | Eclisse      |
| U Arae                      | 17h 53m 37s                              | -51° 41′ 14″                             | 7,7         | 14,1        | 225,21           | Mireide      |
| X Arae                      | 16h 36m 25s                              | -55° 24′ 53″                             | 8,0         | 13,5        | 175,78           | Mireide      |
| Y Arae                      | 16h 39m 05s                              | -59° 48′ 23″                             | 8,5         | 12,0        | 241,3            | Mireide      |
| Z Arae                      | 16h 54m 13s                              | -56° 15′ 54″                             | 8,6         | 12,5        | 288,73           | Mireide      |
| RY Arae                     | 17h 21m 05s                              | -51° 07′ 14″                             | 8,0         | 11,0        | 143,5            | Semiregolare |
| V535 Arae                   | 17h 38m 06s                              | -56° 49′ 17″                             | 7,17        | 7,75        | 0,6293           | Eclisse      |
| V539 Arae                   | 17h 50m 28s                              | -53° 36′ 45″                             | 5,66        | 6,18        | 3,1691           | Eclisse      |
| V626 Arae                   | 17h 42m 04s                              | -50° 30′ 39″                             | 6,2         | 6,57        | 0,5914           | Irregolare   |

## Oggetti del profondo cielo

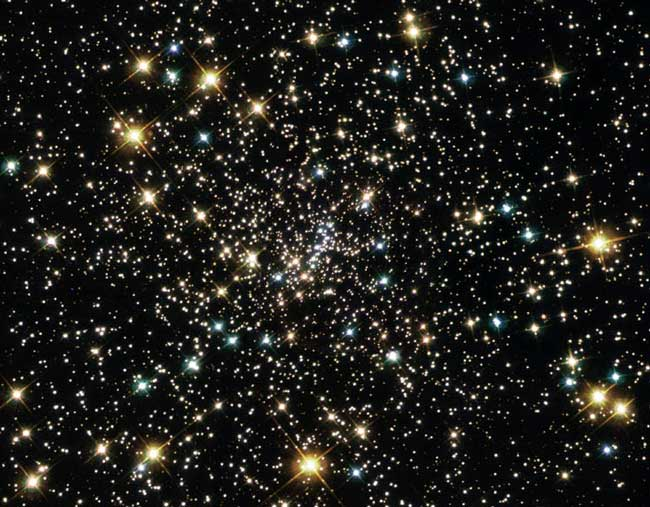
NGC 6397, un brillante ammasso globulare nella costellazione dell'Altare

L'estremità nordoccidentale dell'Altare è attraversata dalla Via Lattea in un suo tratto molto ricco; ciò fa sì che la costellazione contenga diversi ammassi aperti, alcuni dei quali facilmente osservabili anche con un binocolo.
NGC 6193 è il più brillante di essi: è avvolto in una tenue nebulosità (nota come NGC 6188) e contiene stelle a partire dalla settima magnitudine, fra le quali spicca una stella doppia di facile risoluzione; ammasso e nebulosa fanno parte di una brillante associazione OB. Entro 1,5 gradi a nordest di quest'ammasso si trovano altri due ammassi, l'esteso NGC 6200 e il piccolo ma ricco NGC 6204, entrambi ben risolvibili con un piccolo telescopio, che contengono decine di stelle dal colore marcatamente azzurro; entrambi sono circondati da uno campo galattico molto ricco di stelle, sul bordo di una regione fortemente oscurata.
Nella costellazione sono presenti pure alcuni ammassi globulari; il più brillante di questi è NGC 6397: si trova a 7200 anni luce dal Sole, ed è fra quelli più vicini al sistema solare, nonché uno dei più brillanti dell'intera volta celeste. Si può scorgere anche con un piccolo binocolo, in cui appare come una macchia molto tenue e circolare, dai bordi sfumati. Un altro ammasso globulare brillante è NGC 6352, posto nella parte più meridionale della costellazione, sul confine con l'Uccello del Paradiso.
| Principali oggetti non stellari |                                          |                                          |                    |             |                                        |              |
| Nome                            | Coordinate equatoriali all'epoca J2000.0 | Coordinate equatoriali all'epoca J2000.0 | Tipo               | Magnitudine | Dimensioni apparenti (in primi d'arco) | Nome proprio |
| Nome                            | AR                                       | Dec                                      | Tipo               | Magnitudine | Dimensioni apparenti (in primi d'arco) | Nome proprio |
| NGC 6193                        | 16h 41m :                                | -48° 46′ :                               | Ammasso + Nebulosa | 5,2         | 14                                     |              |
| NGC 6200                        | 16h 44m :                                | -47° 28′ :                               | Ammasso aperto     | 7,4         | 15                                     |              |
| NGC 6204                        | 16h 46m :                                | -47° 01′ :                               | Ammasso aperto     | 8,2         | 5                                      |              |
| NGC 6300                        | 17h 17m :                                | -62° 49′ :                               | Galassia           | 10,2        | 4,5 x 3,0                              |              |
| NGC 6352                        | 17h 30m :                                | -48° 25′ :                               | Ammasso globulare  | 7,8         | 7,1                                    |              |
| NGC 6362                        | 17h 32m :                                | -67° 03′ :                               | Ammasso globulare  | 8,1         | 10,7                                   |              |
| NGC 6397                        | 17h 41m :                                | -53° 40′ :                               | Ammasso globulare  | 5,3         | 25,7                                   |              |

## Sistemi planetari
L'Altare contiene il sistema planetario di μ Arae, uno dei più estesi conosciuti: sono infatti noti quattro pianeti, di cui tre sarebbero dei giganti gassosi, mentre uno potrebbe essere una Super Terra, un pianeta roccioso di grande massa, posto su un'orbite più interna. La stella madre è una nana gialla molto simile al Sole, sia come massa che come luminosità, che sono leggermente superiori.
Altre stelle, fra cui una nana rossa sono note in questa costellazione per avere un pianeta orbitante attorno ad esse.
| Sistemi planetari |                                          |                                          |             |                   |                              |
| Nome del sistema  | Coordinate equatoriali all'epoca J2000.0 | Coordinate equatoriali all'epoca J2000.0 | Magnitudine | Tipo di stella    | Numero di pianeti confermati |
| Nome del sistema  | AR                                       | Dec                                      | Magnitudine | Tipo di stella    | Numero di pianeti confermati |
| HD 152079         | 16h 53m 30s                              | -46° 19′ 59″                             | 9,20        | Nana gialla       | 1 (b)                        |
| HD 154672         | 17h 10m 05s                              | -56° 26′ 57″                             | 8,21        | subgigante gialla | 1 (b)                        |
| HD 154857         | 17h 11m 16s                              | -56° 40′ 51″                             | 7,25        | Nana gialla       | 1 (b)                        |
| HD 156411         | 17h 19m 52s                              | -48° 32′ 58″                             | 6,67        | Nana gialla       | 1 (b)                        |
| Gliese 674        | 17h 28m 40s                              | -46° 53′ 43″                             | 9,36        | Nana rossa        | 1 (b)                        |
| Gliese 676A       | 17h 30m 11s                              | -51° 38′ 13″                             | 9,59        | Nana rossa        | 1 (b)                        |
| μ Arae            | 17h 44m 09s                              | -51° 50′ 03″                             | 5,12        | Nana gialla       | 4 (b - c - d - e)            |

## Storia
Le stelle di questa costellazione facevano una volta parte del Centauro e del Lupo, ma ne sono state separate con l'interposizione del Regolo in epoche più recenti.

### Mitologia
Gli altari fanno spesso la loro comparsa nella leggenda greca, poiché gli eroi non facevano che offrire sacrifici agli dèi, quindi non deve sorprendere se ne troviamo uno fra le stelle. Ma questo è un altare speciale, poiché secondo Eratostene e Manilio è quello davanti al quale gli dèi pronunciarono solenni promesse di aiuto reciproco prima di intraprendere la lotta contro i Titani. Quella lotta costituì uno degli eventi più importanti della mitologia greca.
A quel tempo Crono, uno dei dodici Titani, governava sull'Universo. Crono aveva privato del trono suo padre, Urano, ma c'era una profezia che diceva che a sua volta sarebbe stato deposto da uno dei suoi figli. Nel disperato tentativo di impedire alla profezia di avverarsi, Crono se li inghiottiva non appena nascevano; lo fece con Estia, Demetra, Era, Ade e Poseidone, tutti destinati a divenire dèi e dee. Venne il momento che sua moglie, Rea, non sopportò più di vedere altri suoi figli fare quella fine. Depose di nascosto l'ultimo nato, Zeus, in una grotta del Monte Ditte a Creta e al suo posto diede a Crono da inghiottire una pietra, dicendogli che era il neonato Zeus.

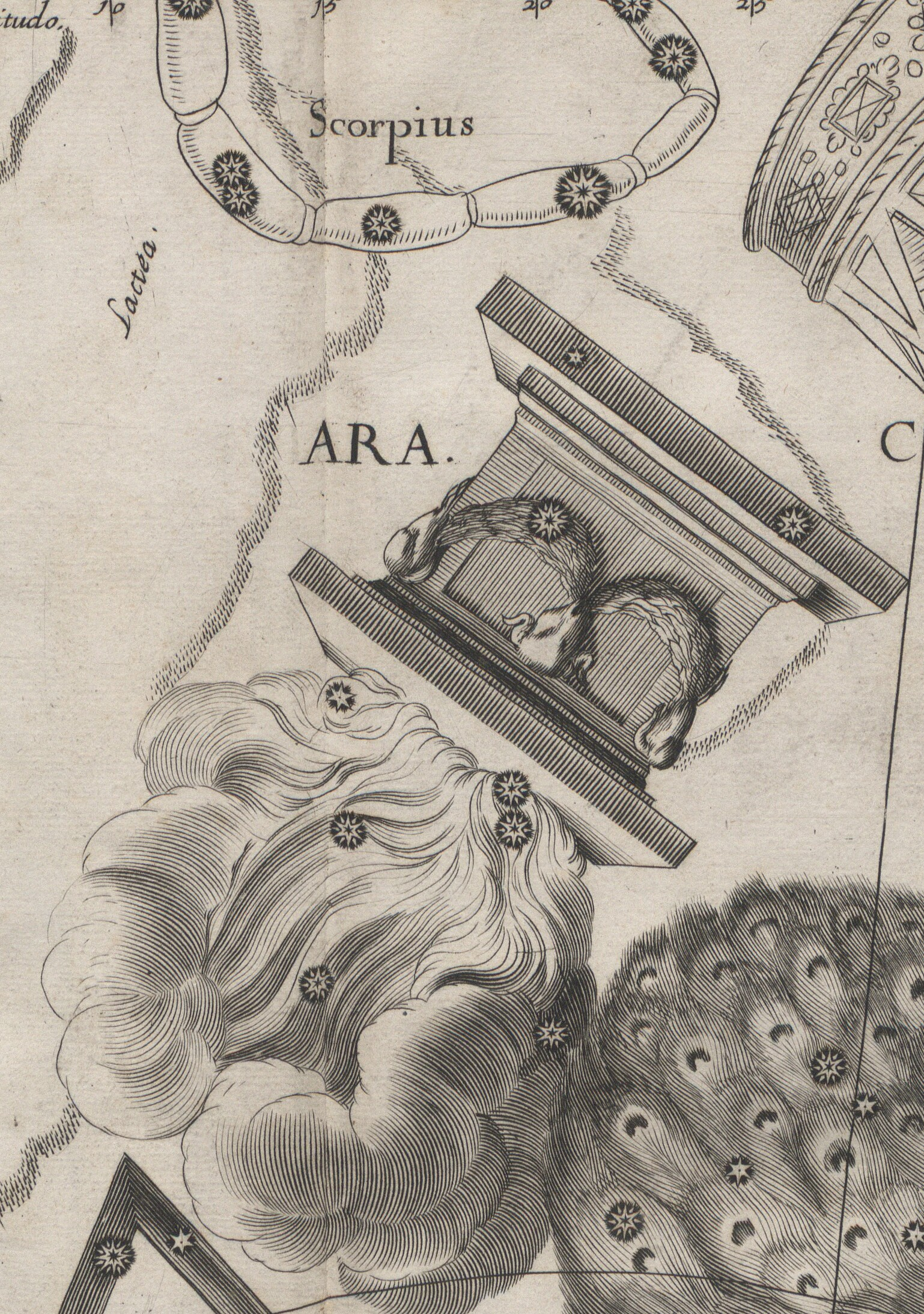
La costellazione dell'Altare illustrata da Hevelius

A Creta, Zeus crebbe sano e salvo. Quando divenne adulto ritornò nel palazzo paterno e costrinse Crono a vomitare i bambini che aveva ingoiati, che si presentarono nel loro aspetto di dèi e dee belli e cresciuti. Zeus e i suoi fratelli dèi prepararono quindi un altare e su quello giurarono di spodestare il cattivo Crono e gli altri Titani.
La lotta fra i Titani, guidati da Atlante sul monte Otri e gli dèi al comando di Zeus sul Monte Olimpo, infuriò per dieci anni. Per superare la situazione di stallo, la Madre Terra (Gea) suggerì a Zeus di liberare i fratelli brutti dei Titani, che Crono aveva imprigionati nelle caverne senza luce del Tartaro, la regione più profonda del Mondo dell'Oltretomba. C'erano due gruppi di fratelli, i Centimano (giganti dalle cento mani) e i Ciclopi che avevano un solo occhio, ed entrambi volevano vendicarsi di Crono. Zeus riuscì ad arrivare nel Tartaro, liberò quelle creature mostruose e chiese loro di unirsi a lui nella lotta che infuriava nel mondo sopra di loro. Felici per la ritrovata e inattesa libertà, i Ciclopi si misero al lavoro per aiutare gli dèi. Crearono un elmo che lo rendesse invisibile per Ade, un tridente per Poseidone e, soprattutto, la folgore per Zeus. Con queste nuove armi e i loro mostruosi alleati gli dèi sgominarono i Titani.
Dopo la vittoria, essi suddivisero l'Universo giocando a dadi. Poseidone divenne il padrone del mare, ad Ade toccò l'oltretomba, e a Zeus il cielo. Il loro altare divenne la costellazione dell'Altare che Zeus sistemò in cielo a perenne gratitudine per la loro vittoria sui Titani.
I Greci consideravano l'Altare come presagio di tempeste in mare. Secondo Arato di Soli, se la costellazione dell'Altare era visibile mentre altre stelle erano coperte dalle nuvole, i marinai potevano aspettarsi burrasche da sud.
Originariamente i Greci raffigurarono l'Altare con il fumo che da esso dipartiva diretto verso nord, ma a partire dall'atlante di Johann Bayer del 1603 esso è stato descritto con la parte superiore rivolta a sud. Altri atlanti rappresentano l'Altare come quello su cui il Centauro è sul punto di sacrificare il Lupo.